# 醫患關係

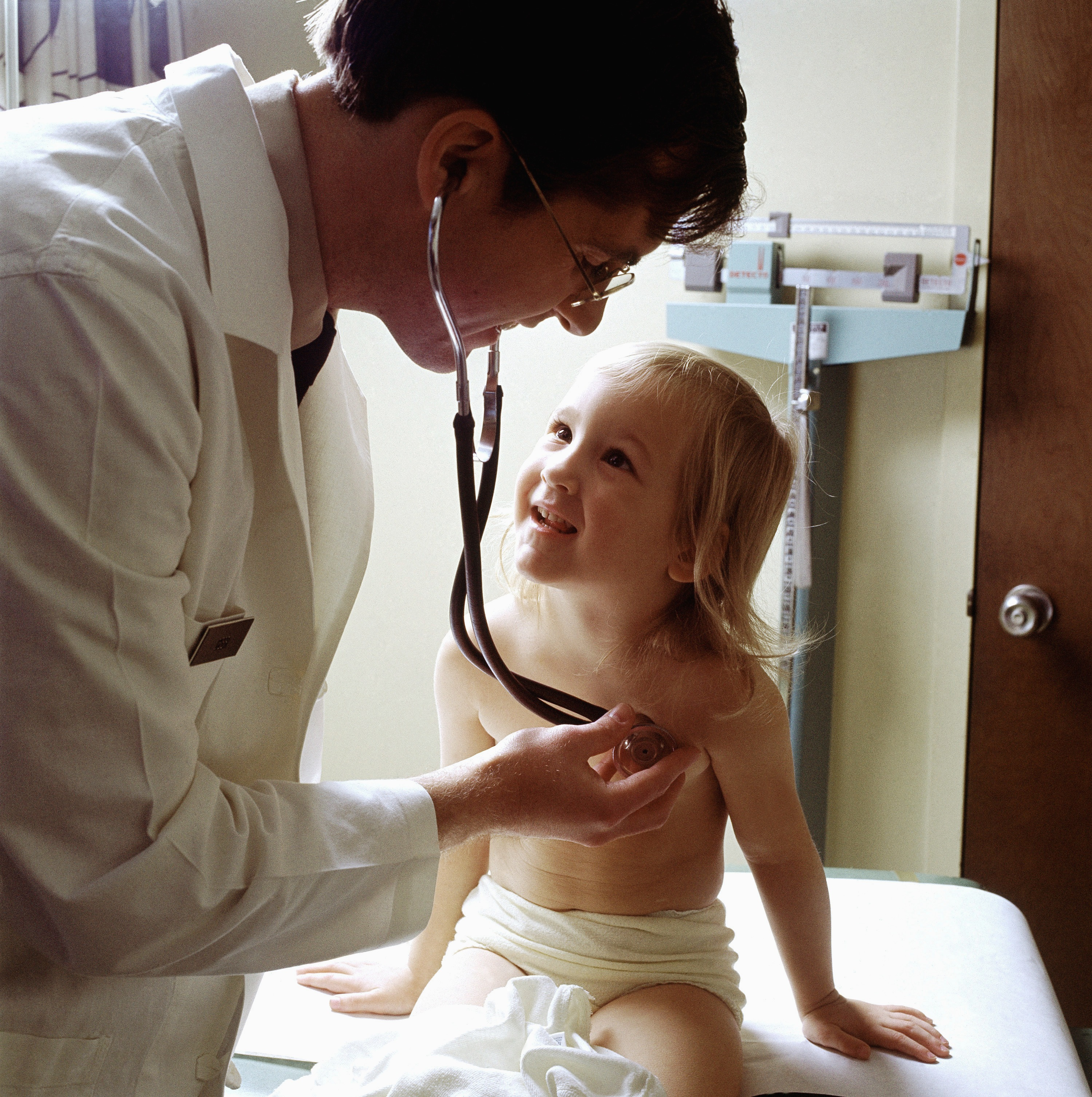
一位男性醫生使用聽診器檢查一個年輕女孩的心臟和肺。

醫患關係、醫病關係（英文：Doctor-Patient Relationship）是指醫生和病人之間的互動，在現代醫學倫理的概念中，是醫生與病人之間的信賴合作之基礎。大多數醫生從實習開始，甚至是進入正式醫院，都必須學習和維持著尊重病人的尊嚴、隱私與需求。

## 重要性
一位病人必須信任與支持醫生的診療與判斷能力，而醫生則要能夠傾聽病人們的意見且用心看診，兩者具備才能夠組成一個良好的醫病關係。雖然如此，一些醫療專科（如精神科和家庭醫學）更需要良好的醫病關係。
想要增加醫生與病患之間良好的互動關係，必須要互相尊重、信任、價值觀正確和了解病患生活與看診時間之配合；而醫師對病人能展現出充分的同理心這點，在良好的醫病關係方面，扮演了重要的角色，若不能充分理解和體會病人的主觀感受，就不會對病人有足夠的同理心。

## 台灣醫病關係的現況
台灣的醫學教育大多都以當代醫學倫理六大原則為主，內容為醫學倫理的基本原則，並且是根據Tom Beauchamp 及James Childress於1979年出版的「醫學倫理原則」：(一)行善原則、(二)誠信原則、(三)自主原則、(四)不傷害原則、(五)保密原則、(六)公義原則，期待醫病關係間能健全互動，和諧平等，病患對醫護人員尊重、信賴與感念；醫護人員本於人性，源於利他愛心，親切、同情、關懷病患，發揚以病人為中心真諦，無私服務。
除此之外，在讓醫學生或護理系學生進入臨床見習之前，都會有授服典禮的儀式，內容不外乎要宣示日內瓦宣言，內容大意為告誡醫生應保持良好的專業措守及向病人作出應有的責任與義務。

## 中國大陸醫患關係的現況
根據2010年6月24日广东省省情调查研究中心公布的“广东三甲医院服务满意度调查报告”顯示，患者抱怨看病贵，醫生开贵药、多开药及讓病人做不必要的检查，同時還存在挂号难、部分医生水平不高和误诊等現象。而此類現象在中國大陸多有出現。

## 問題

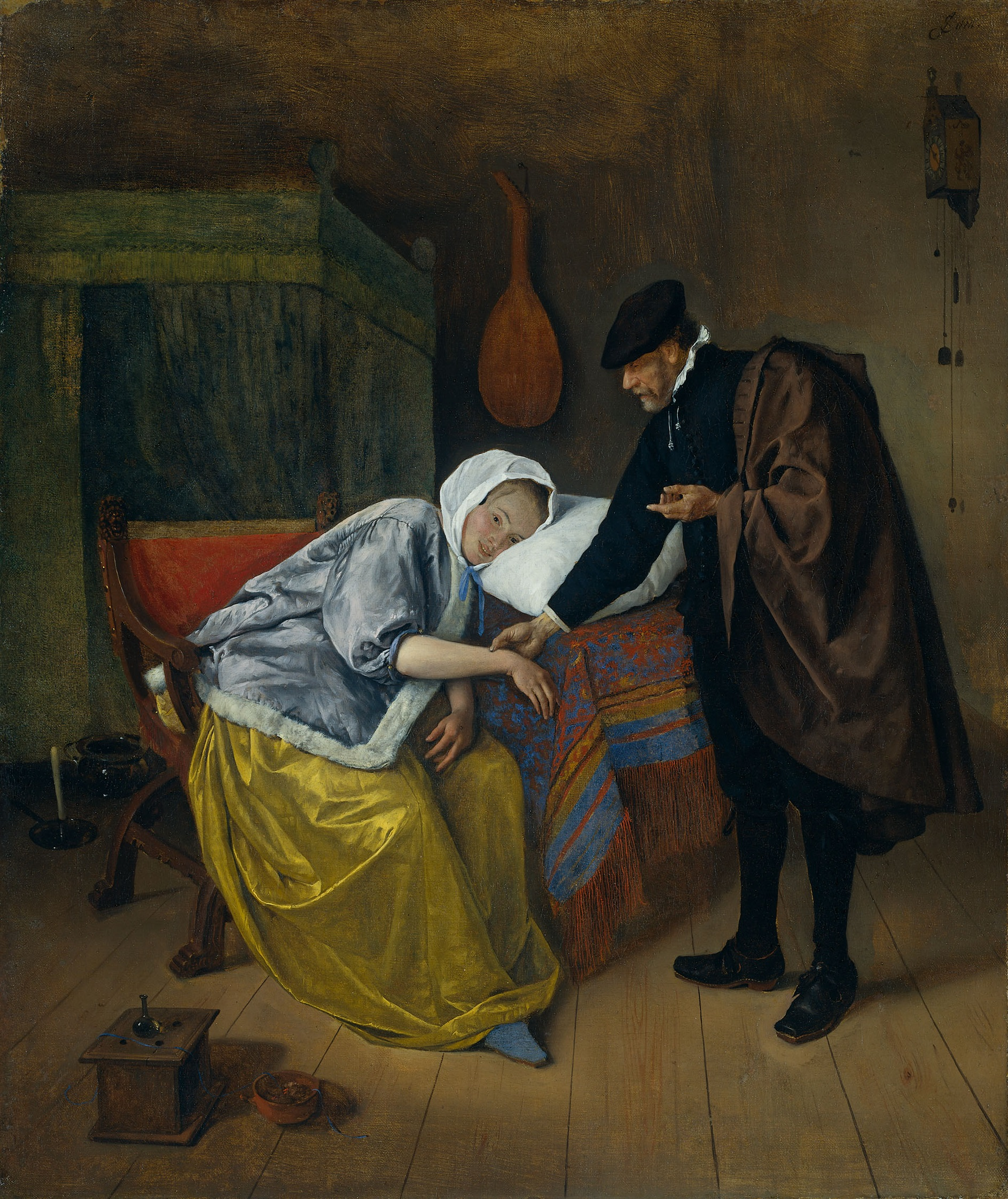
17世紀對於醫患關係的描繪。

### 醫生的立場
醫生可能會因為知識豐富而有強烈主觀立場，導致對病患之病情不在乎。
醫生可能因為語氣用太多醫學術語，而導致雙方溝通困難，甚至是誤會而引發爭執，使醫患關係走向決裂。

### 醫病立場的衝突
醫病關係中，有一個常見的兩難情形。例如，當醫師與病患對於「最有效的治療與藥物」有著不同的想法時，醫生有時會直接做出自己的決定，卻忽略了病患心理與生理的感受，進而引發紛爭。或是當醫病關係不單純時，比如親戚、上司、有金錢來往等，都會造成後續醫療立場模糊化。

### 正式與非正式關係的區別
可能會產生醫患關係間意見分歧的還有正式與非正式關係之區別。
研究顯示，有很多病人並不介意，或喜欢醫生直接喊他們的名字，而不是喊他们的姓，在少数不喜欢被医生直呼其名的患者中，其年齡層以65歲以上的老人居多。

## 醫病溝通的模式和理論架構
Emanuel, E. and Emanuel, L.（1992）針對「醫病關係」提出四種模式，分別是：父權模式、資訊提供模式、詮釋模式及審議模式。

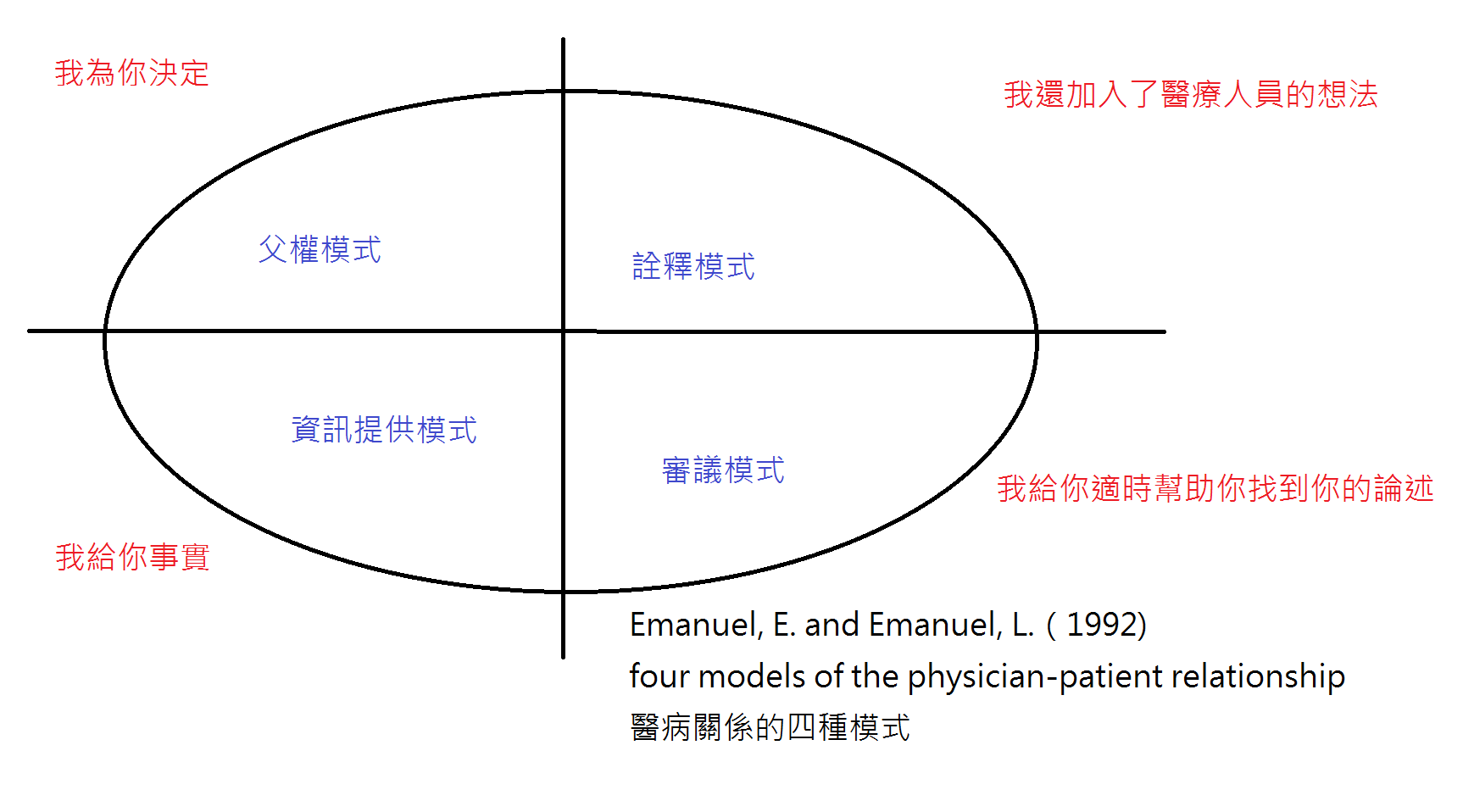
圖

Northouse et al.：健康溝通模式
健康溝通模式是針對在醫療組織中進行的溝通所發展出來的，在此溝通過程中強調三個重要因素：（1）參與者（2）醫療交易過程（3）情境。

## 相關事件
- 2005年 熊卓为事件
- 2012年 哈医大伤害医务人员事件[5]
- 2012年 同仁医院医务人员被砍事件[6]
- 2013年 林口長庚醫院護理師遭掌摑事件[7]
- 2014年北戴河疗养院的凶杀案[8]。
- 2016年台灣麥當勞廣告泛及醫療暴力事件[9]
- 2016年台灣康軒版教科書教導在就醫時蒐證事件[10]
- 2020年广州一名外籍新冠患者攻击医护人员[11]

## 相關書目
- Alexander GC, Casalino LP, Meltzer DO. . JAMA. August 2003, 290 (7): 953–8. PMID 12928475. doi:10.1001/jama.290.7.953.
- Alexander GC, Casalino LP, Tseng CW, McFadden D, Meltzer DO. . J Gen Intern Med. August 2004, 19 (8): 856–60. PMC 1492500 . PMID 15242471. doi:10.1111/j.1525-1497.2004.30249.x.
- Alexander GC, Casalino LP, Meltzer DO. . Arch. Intern. Med. March 2005, 165 (6): 633–6. PMID 15795338. doi:10.1001/archinte.165.6.633.
- Alexander GC, Lantos JD. . Am J Bioeth. 2006, 6 (1): 29–32. PMID 16423784. doi:10.1080/15265160500394556.
- Pham HH, Alexander GC, O'Malley AS. . Arch. Intern. Med. April 2007, 167 (7): 663–8. PMID 17420424. doi:10.1001/archinte.167.7.663.

## 外部連結
- Report of a large summit of patients and physicians, where the ideal patient-physician relationship in the 21st century was discussed. Organised by Johns Hopkins and American Healthways in 2003
- Time Magazine article: "When the patient is a Googler" （页面存档备份，存于） - Mary Shomons response I （页面存档备份，存于） II - Trisha Torreys response （页面存档备份，存于）
- 曹朝榮. . 奇美醫療體系.   [2018-10-02]. （原始内容存档于2018-10-02） （中文）.
- . 大紀元 www.epochtimes.com. 2012-09-25  [2018-10-02]. （原始内容存档于2018-10-02） （中文）.
- 法夢. . The News Lens 關鍵評論網. 2018-01-03  [2018-10-02]. （原始内容存档于2018-10-03） （中文）.
- 陳娉婷. . The News Lens 關鍵評論網. 2017-02-13  [2018-10-02]. （原始内容存档于2018-10-02） （中文）.
- 鄭佩芬、周傳姜. . 2012-09-12  [2018-10-02]. （原始内容存档于2018-10-02）.